# M4高速牽引車
M4高速牽引車（M4 High-Speed Tractor）是美國在第二次世界大戰初期開發的火炮牽引車，二戰後隨著美援軍備轉移給世界各地親美國家，為非常常見的牽引砲機動車輛工具，直到1990年代仍有使用紀錄。

## 開發歷史
雖然美國在20世紀初做為汽車發展的先進國家，但美國陸軍到1939年歐戰爆發時對於機械化部隊尚未完成一套統一性的發展指導。但是納粹德國在閃電戰的成功，讓美軍層峰得出了必需讓陸軍部隊盡可能全部運用車輛進行戰術與戰略機動的共識。所有部隊意味著從步兵、戰車、後勤、甚至是各型大砲都需要可以與裝甲部隊進行等速度行軍的能力。
就後見之明來看，自走炮是機械化砲兵的最佳解答，但是在1940年時，美軍的自走砲只存在於兵工廠工程師的繪圖桌上，距離投入戰場尚無可靠時間表。因此美軍決定開發一系列輕、重型不等的高速牽引車實踐野戰輕砲到重砲的拖弋需求。所謂的高速是與駝獸的行軍速度相比，而非是以機械車輛的標準對比。
M4高速牽引車的原型代號T9。它是艾利斯-查默斯公司在1941年10月由開始量產但卻已經落伍的M2A1輕戰車底盤改造，這個改造工程測試非常順利。但是因為M2輕戰車產線升級成M3司徒亞特戰車，因此T9也依循主流更換新型底盤，編號T9E1，1942年12月出廠，沿襲了大部分的T9經驗，T9E1很快的完成測試，並在1943年完成制式化進入量產，美軍代號「18t HSP M4」（18噸級高速牽引車M4式）。

## 技術概述及量產
M4高速牽引車在1943年3月至1945年6月間量產了5,552輛，至8月盟軍勝利時量產了5,811輛，是美軍在二戰期間產製總數最龐大的一款炮兵牽引車，但其它同盟國並沒有從租借法案中要求美國提供的紀錄。它的牽引力標準是18,000磅至30,000磅區間(8,165至13,608公斤)，最大可達17.4公噸，可拖曳包括M2加農砲、M1式8吋榴彈砲、M1式90高射炮等軍團級野戰重砲。
車輛設計分成三個區塊，前車艙是人員乘坐區，包括駕駛在內可搭乘12人，車頂的M49C環形槍架裝有自衛防禦用的0.5英吋高平兩用機槍。中車艙是引擎區，兩側配置了大型散熱鰭。後車艙則是彈藥存放區，儲放高射砲彈的車型可攜帶90發（不分3吋或90公厘砲彈）、155公厘砲彈與藥包30發、203公厘砲彈與藥包20發、240公厘砲彈12發。彈藥存放區無裝甲頂蓋，僅使用防水布遮蓋車棚。車尾裝有絞盤，最大拉力13噸，鋼纜長度超過9.1公尺，後期型的車尾有部分加裝可吊掛10噸重物品的起重機，降低砲組搬運砲彈的負荷。
M4高速牽引車的懸吊系統雖然承襲M3輕戰車，但是引擎則使用功率較低的沃基肖145GZ汽油引擎，搭配前進3檔、倒退1檔的手動變速箱，牽引車的驅動輪則是使用M4中戰車的零件，因此履帶與M4相同運用寬419公厘的T49履帶，履帶配有橡膠塊避免破壞道路。
二戰期間，由於太平洋戰場較不適合野戰重砲使用，大部分的M4高速牽引車與軍團級野戰重砲在歐洲戰場搭配運用。
二戰後，大量的M4高速牽引車援引共同防禦援助法案下，作為軍援火砲配套轉讓到世界各地，有些則以過剩軍品的方式讓售，在各國軍隊陸續以自走炮取代砲兵牽引車後開始除役，美軍則有259輛在1945年量產的M4A1高速牽引車在改造後搭配M40自走砲的彈藥車，還有一部分M4高速牽引車轉用於野戰地對空飛彈部隊，作為MIM-23鷹式飛彈的搭配拖弋工具，持續使用到1960年代。除役後的M4高速牽引車在歐洲有部分改裝為消防車運用，在美國則作為林業的伐木運輸車，有大約500輛被改造成裝有大型鑽頭的鑿岩機車，稱為Finning Tank Drill。

## 使用國家
巴西
 德国
 希腊
 以色列
 日本
 
 荷蘭
 巴基斯坦
 美国
 中華民國
 南斯拉夫